# Ponorac Perjasički
Ponorac Perjasički is een plaats in de gemeente Barilović in de Kroatische provincie Karlovac. De plaats telt 20 inwoners (2001).